# José Manuel Calvo
José Manuel Calvo del Olmo (Madrid, 1 de enero de 1984) es doctor arquitecto y político español, concejal del Ayuntamiento de Madrid desde 2015. Entre 2015 y 2019 desempeñó el cargo de delegado del Área de Gobierno de Desarrollo  Urbano Sostenible del consistorio.

## Biografía
Nacido el 1 de enero de 1984 en Madrid, empezó a cursar arquitectura a 2002 en la Escuela Técnica Superior de Arquitectura de Madrid de la Universidad Politécnica de Madrid (UPM), titulándose en 2009. Posteriormente, realizó el Máster Universitario en Proyectos Arquitectónicos Avanzados en la Universidad Politécnica de Madrid en 2010. En 2014 finalizó el doctorado  con la lectura de la tesis El Poblado Dirigido de Caño Roto. Dialéctica entre morfología urbana y tipología edificatoria con la calificación sobresaliente cum laude.
Calvo, que empezó su activismo político a consecuencia de las movilizaciones del 15-M, se integró en el círculo de Podemos de Carabanchel-Latina. Fue incluido como candidato en el número 20 de la lista de Ahora Madrid de cara a las elecciones municipales de 2015 en Madrid. Resultó elegido concejal para la corporación 2015-2019 del Ayuntamiento de Madrid.
Entró a formar parte de la Junta de Gobierno de la Ciudad de Madrid, encargándose de las competencias de urbanismo como delegado del área de Gobierno de Desarrollo Urbano Sostenible del equipo de Manuela Carmena.
Fue durante el mandato de alcaldesa de Carmena el encargado de pilotar el proyecto de Madrid Nuevo Norte, impulsado como sustituto de la Operación Chamartín tras la paralización de esta por el nuevo gobierno municipal. Además, puso en marcha el Plan MAD-RE que es una convocatoria de ayudas a la rehabilitación de edificios. Tuvo un papel clave en impedir el derribo del edificio España por la multinacional china Wanda, así como la posterior remodelación y puesta en uso del edificio llevada a cabo por el grupo hotelero RIU en colaboración con el Ayuntamiento de Madrid. También es el responsable de la reforma de la nueva Gran Vía y de reforma de la Plaza de España (Madrid).
Fue expulsado de Podemos junto a otros concejales del grupo municipal de Ahora Madrid en noviembre de 2018 cuando, bajo el liderazgo de Íñigo Errejon se sumaron a otra candidatura electoral denominada Más Madrid, encabezada por Manuela Carmena para volver a apoyarla como candidata a la alcaldía.
Incluido como candidato en el número 5 de la lista de Más Madrid de cara a las elecciones municipales de 2019, renovó el acta de concejal, pasando a la oposición.
En 2021 abandonó Más Madrid, pasando a formar parte del Grupo Mixto junto a otros tres concejales, bajo la estrategia de Recupera Madrid.